# Giri Mulyo (Kayu Aro)
Giri Mulyo is een bestuurslaag in het regentschap Kerinci van de provincie Jambi, Indonesië. Giri Mulyo telt 1377 inwoners (volkstelling 2010).